# Björn Dronner
Björn Birger Dronner, född 4 januari 1940 i Västra Skrävlinge, är en svensk scenograf. Han har varit verksam vid Helsingborgs stadsteater under större delen av sin karriär.

## Teater

### Scenografi
| År   | Produktion | Upphovsmän                                                                            | Regi                          | Teater                   | Noter                       |
| ---- | --- | ------------------------------------------------------------------------------------- | ----------------------------- | ------------------------ | --------------------------- |
| 1966 | Peterpat | Enid Rudd Översättning Marianne Höök                                                  | Per Sjöstrand                 | Helsingborgs stadsteater |                             |
| 1966 | Harlekin och Colombina Harlekin og Columbine, eller Klovnen som barnepike                                                         | Arne Svenneby Översättning Per Sjöstrand                                              | Gunnar Skar                   | Helsingborgs stadsteater | Scenografi och kostym       |
| 1967 | Skälmarnas triumf Los intereses creados                                                                                           | Jacinto Benavente                                                                     | Lennart Kollberg              | Helsingborgs stadsteater | Scenografi och kostym       |
| 1967 | På villande hav Na pełnym morzu                                                                                                   | Sławomir Mrożek Översättning Nils Åke Nilsson                                         | Lars Göran Carlson            | Helsingborgs stadsteater |                             |
| 1967 | Cayennepeppar Poivre de Cayenne                                                                                                   | René de Obaldia Översättning Börje Remberger                                          | Håkan Ersgård                 | Helsingborgs stadsteater |                             |
| 1967 | Zoo story The Zoo Story | Edward Albee Översättning Sven Barthel                                                | Lars Göran Carlson            | Helsingborgs stadsteater |                             |
| 1968 | Vad händer? | Mats Ödeen                                                                            | Lars Göran Carlson            | Helsingborgs stadsteater |                             |
| 1968 | Fantastiska familjen | Per Sjöstrand                                                                         | Per Sjöstrand                 | Helsingborgs stadsteater |                             |
| 1968 | SOS eller Sanningen om säkerheten                                                                                                 | Tore Zetterholm                                                                       | Lars Göran Carlson            | Helsingborgs stadsteater |                             |
| 1968 | Presidentkandidaterna | V.V. Järner                                                                           | Lars-Levi Læstadius           | Helsingborgs stadsteater |                             |
| 1969 | Alla har en trädgård Everything in the Garden                                                                                     | Edward Albee Översättning Sven Barthel                                                | Kaj Ahnhem                    | Helsingborgs stadsteater | Scenografi och kostym       |
| 1969 | Naturliga orsaker Natural causes                                                                                                  | Ellen Dryden Översättning Lars-Levi Læstadius                                         | Kaj Ahnhem                    | Helsingborgs stadsteater |                             |
| 1969 | Å, vilken härlig fred! | Hans Alfredson och Tage Danielsson                                                    | Kaj Ahnhem                    | Helsingborgs stadsteater |                             |
| 1969 | Hans nåds testamente | Hjalmar Bergman                                                                       | Runar Schauman Kaj Ahnhem     | Helsingborgs stadsteater |                             |
| 1970 | Skärpt bevakning Haute surveillance                                                                                               | Jean Genet Översättning Eva Alexanderson                                              | Kaj Ahnhem                    | Helsingborgs stadsteater |                             |
| 1970 | Kattorna | Walentin Chorell                                                                      | Martin Söderhjelm             | Helsingborgs stadsteater |                             |
| 1970 | Escorial Escurial | Michel de Ghelderode Översättning Claes Hoogland                                      | Lars-Levi Læstadius           | Helsingborgs stadsteater |                             |
| 1970 | Arsenik och gamla spetsar Arsenic and Old Lace                                                                                    | Joseph Kesselring Översättning Lars-Levi Læstadius                                    | Martin Söderhjelm             | Helsingborgs stadsteater |                             |
| 1970 | Kääärlek Luv | Murray Schisgal Översättning Petter Bergman                                           | Lars-Levi Læstadius           | Helsingborgs stadsteater |                             |
| 1971 | Bamsingen Le Babour | Félicien Marceau Översättning Göran O. Eriksson                                       | Martin Söderhjelm             | Helsingborgs stadsteater |                             |
| 1971 | Flotten | Kent Andersson                                                                        | Kaj Ahnhem                    | Helsingborgs stadsteater |                             |
| 1971 | Vita Hästen Im weißen Rößl | Ralph Benatzky, Erik Charell och Hans Müller-Einigen Bearbetning Kar de Mumma         | Albert Gaubier                | Fredriksdalsteatern      |                             |
| 1971 | Jungfruleken Les Bonnes | Jean Genet Översättning Eva Alexanderson                                              | Kaj Ahnhem                    | Helsingborgs stadsteater |                             |
| 1971 | Tillståndet | Kent Andersson och Bengt Bratt                                                        | Stellan Olsson                | Helsingborgs stadsteater |                             |
| 1971 | Min vän Harvey Harvey | Mary Chase Översättning Birgitta Hammar                                               | Martin Söderhjelm             | Helsingborgs stadsteater |                             |
| 1972 | Skymningsbaren Twilight Bar | Arthur Koestler Översättning Stellan Olsson                                           | Stellan Olsson                | Helsingborgs stadsteater |                             |
| 1972 | Födelsedagskalaset The birthday party                                                                                             | Harold Pinter Översättning Sigbrit och Carl-Olof Lång                                 | Stellan Olsson                | Helsingborgs stadsteater |                             |
| 1973 | Möss och människor Of Mice and Men                                                                                                | John Steinbeck Översättning Sven Barthel                                              | Stellan Olsson                | Helsingborgs stadsteater |                             |
| 1973 | Karusellen The Apple Cart | George Bernard Shaw Översättning Lennart Lagerwall                                    | Claes Sylwander               | Helsingborgs stadsteater |                             |
| 1973 | Dr Burkes egendomliga eftermiddag Podivné odpoledne dr. Zvonka Burkeho                                                            | Ladislav Smoček Översättning Eva Lindekrantz och Carl-Edvard Nattsén                  | Claes Thelander               | Helsingborgs stadsteater |                             |
| 1974 | Arvet från Ballygombeen The Ballygombeen bequest                                                                                  | John Arden och Margaretta D'Arcy Översättning Lars Huldén och Claes Thelander         | Claes Thelander               | Helsingborgs stadsteater |                             |
| 1974 | Tartuffe Tartuffe, ou l'Imposteur                                                                                                 | Molière Översättning Allan Bergstrand                                                 | Hanskarl Zeiser               | Helsingborgs stadsteater |                             |
| 1975 | Sjung vackert om kärlek | Gottfried Grafström                                                                   | Claes Thelander               | Helsingborgs stadsteater |                             |
| 1975 | En handelsresandes död Death of a Salesman                                                                                        | Arthur Miller Översättning Sven Barthel                                               | Claes Sylwander               | Helsingborgs stadsteater |                             |
| 1975 | Ett drömspel | August Strindberg                                                                     | Lars Svenson                  | Helsingborgs stadsteater | Scenografi, kostym och mask |
| 1975 | Åh, ljuva ungdomstid Ah, Wilderness                                                                                               | Eugene O'Neill Översättning Elsa af Trolle                                            | Olle Johansson                | Helsingborgs stadsteater |                             |
| 1976 | Peer Gynt | Henrik Ibsen Översättning Karl Ragnar Gierow                                          | Claes Sylwander               | Helsingborgs stadsteater |                             |
| 1976 | Aska Ashes | David Rudkin Översättning Kåre Santesson                                              | Lars Svenson                  | Helsingborgs stadsteater |                             |
| 1977 | I väntan på Bardot | Lars Björkman och Sigvard Olsson                                                      | Claes Sylwander               | Helsingborgs stadsteater |                             |
| 1977 | Mäster Olof | August Strindberg                                                                     | Lars Svenson                  | Helsingborgs stadsteater |                             |
| 1977 | Chez nous | Anders Ehnmark och Per Olov Enquist                                                   | Hans Polster                  | Helsingborgs stadsteater |                             |
| 1977 | Fantastiska pappa Le voyage de M. Perrichon                                                                                       | Eugène Labiche Översättning och bearbetning Arne Wahlberg och Nils Poppe              | Hans Bergström                | Fredriksdalsteatern      |                             |
| 1977 | Tolvskillingsoperan Die Dreigroschenoper                                                                                          | Bertolt Brecht och Kurt Weill Översättning Ebbe Linde                                 | Hans Polster                  | Helsingborgs stadsteater |                             |
| 1978 | Audiens Audience | Václav Havel Översättning Kent Andersson och Eva Lindekrantz                          | Claes Sylwander               | Helsingborgs stadsteater |                             |
| 1978 | Vernissage Vernisáž | Václav Havel Översättning Kent Andersson och Eva Lindekrantz                          | Claes Sylwander               | Helsingborgs stadsteater |                             |
| 1978 | Kvinnor och äppelträd | Moa Martinson Dramatisering Leif Sundberg                                             | Lars Svenson                  | Helsingborgs stadsteater |                             |
| 1978 | Åh, vilket härligt krig! Oh, What a Lovely War!                                                                                   | Charles Chiltom och Joan Littlewood Översättning Uno ”Myggan” Ericson                 | Jan Lewin                     | Helsingborgs stadsteater |                             |
| 1978 | Vargen - en upptäcktsresa Claw | Howard Barker                                                                         | Lars Svenson                  | Helsingborgs stadsteater |                             |
| 1980 | Rävspel Sly Fox | Larry Gelbart Översättning Torsten Ehrenmark                                          | Per Møller-Nielsen            | Helsingborgs stadsteater |                             |
| 1980 | Slutspel Fin de partie | Samuel Beckett Översättning Göran O. Eriksson                                         | Gustaf Elander                | Helsingborgs stadsteater |                             |
| 1980 | I vackra drömmars land | Lars Björkman                                                                         | Claes Sylwander               | Helsingborgs stadsteater |                             |
| 1981 | 0700 – Enligt order Flashpoint | Tom Kempinski                                                                         | Tom Deutgen                   | Helsingborgs stadsteater |                             |
| 1981 | Leva loppan La puce à l'oreille                                                                                                   | Georges Feydeau Översättning Stig Ahlgren                                             | Henning Moritzen              | Helsingborgs stadsteater |                             |
| 1981 | Inget går upp mot mammas gräs La marijuana della mamma è la più bella                                                             | Dario Fo Översättning Anna och Carlo Barsotti                                         | Hans Polster                  | Helsingborgs stadsteater |                             |
| 1981 | Maria Stuart | Friedrich Schiller Översättning Bertil Malmberg                                       | Lars Svenson                  | Helsingborgs stadsteater |                             |
| 1982 | Släpp svångremmar loss, kabaré |                                                                                       | Lars Svenson                  | Helsingborgs stadsteater |                             |
| 1982 | Blomman från Hawaii Die Blume von Hawaii                                                                                          | Paul Abraham, Alfred Grünwald, Fritz Löhner-Beda och Imre Földes                      | Gösta Folke                   | Fredriksdalsteatern      |                             |
| 1982 | Varken fågel eller fisk Nicht Fisch nicht Fleisch                                                                                 | Franz Xaver Kroetz Översättning Ulla Olsson och Herbert Grevenius                     | Hans Polster                  | Helsingborgs stadsteater |                             |
| 1982 | Sista sommaren On Golden Pond | Ernest Thompson Översättning Per Erik Wahlund                                         | Claes Sylwander               | Helsingborgs stadsteater |                             |
| 1983 | Århundradets kärlekssaga | Märta Tikkanen Bearbetning Kerstin Wartel och Lars Svenson                            | Lars Svenson                  | Helsingborgs stadsteater |                             |
| 1983 | Fröken Julie | August Strindberg                                                                     | Tom Deutgen                   | Helsingborgs stadsteater |                             |
| 1983 | Med slöja och svärd | Birgit Hageby                                                                         | Karin Parrot                  | Helsingborgs stadsteater |                             |
| 1984 | Lulu | Frank Wedekind Översättning Evan Storm                                                | Hans Polster                  | Helsingborgs stadsteater |                             |
| 1984 | Diktarens Frida eller Träffas säkrast i hjärtat                                                                                   | Hans Granlid                                                                          | Evan Storm Stina Ancker       | Helsingborgs stadsteater |                             |
| 1984 | Brevbäraren från Arles Postbudet fra Arles                                                                                        | Ernst Bruun Olsen Översättning Per Erik Wahlund                                       | Lars Svenson                  | Helsingborgs stadsteater |                             |
| 1985 | Fars lille påg Hurra, ein Junge                                                                                                   | Franz Arnold och Ernst Bach Översättning och bearbetning Arne Wahlberg och Nils Poppe | Hans Bergström                | Fredriksdalsteatern      | Scenografi och kostym       |
| 1985 | Advent | August Strindberg                                                                     | Lars Svenson                  | Helsingborgs stadsteater |                             |
| 1986 | Frihet i Bremen Bremer Freiheit                                                                                                   | Rainer Werner Fassbinder Översättning Etienne Glaser                                  | Christian Zell                | Helsingborgs stadsteater |                             |
| 1986 | Första gången Eva dog | Anita Blom                                                                            | Anna-Greta Bergman            | Helsingborgs stadsteater |                             |
| 1986 | De båda sömngångarna, eller Det nödvändiga och det överflödiga Die beiden Nachtwandlern, oder das Notwendige und das Überflüssige | Johann Nestroy Översättning Britt G. Hallqvist och Ulf Gran                           | Hans Polster                  | Helsingborgs stadsteater |                             |
| 1987 | Några överlever torkan A Lesson from Aloes                                                                                        | Athol Fugard Översättning Anita Blom                                                  | Hans Polster                  | Helsingborgs stadsteater |                             |
| 1987 | Utflykten A Lovely Sunday for Creve Coeur                                                                                         | Tennessee Williams Översättning Anita Blom                                            | Anna-Greta Bergman            | Helsingborgs stadsteater |                             |
| 1987 | Den politiske kocken Hittebarnet                                                                                                  | August Blanche                                                                        | Palle Granditsky              | Helsingborgs stadsteater |                             |
| 1988 | En natt i februari | Staffan Göthe                                                                         | Lars Svenson                  | Helsingborgs stadsteater |                             |
| 1988 | AB Dun & Bolster Der Keusche Lebemann                                                                                             | Franz Arnold och Ernst Bach Översättning och bearbetning Arne Wahlberg och Nils Poppe | Hans Bergström                | Fredriksdalsteatern      | Scenografi och kostym       |
| 1988 | Panget The Foreigner | Larry Shue Översättning Göran O. Eriksson                                             | Lars Svenson                  | Helsingborgs stadsteater |                             |
| 1988 | Min mamma sa... My Mother Said I Never Should                                                                                     | Charlotte Keatley Översättning Thomas Kinding                                         | Anna-Greta Bergman            | Helsingborgs stadsteater |                             |
| 1989 | Onkel Vanja Дядя Ваня, Djadja Vanja                                                                                               | Anton Tjechov Översättning Staffan Skott                                              | Palle Granditsky              | Helsingborgs stadsteater |                             |
| 1989 | Min modiga mor Mutters Courage | George Tabori Översättning Anna och Sture Pyk                                         | Richard Looft                 | Helsingborgs stadsteater |                             |
| 1989 | Knäckebröd med hovmästarsås | Magnus Nilsson                                                                        | Ernst Günther Peter Wahlqvist | Helsingborgs stadsteater |                             |
| 1990 | Viola och hennes gubbar eller 4xZ                                                                                                 |                                                                                       | Lars Svenson                  | Helsingborgs stadsteater |                             |
| 1990 | Förvillande lik Busybody | Jack Popplewell Översättning Johan Celander                                           | Stig Olin                     | Helsingborgs stadsteater |                             |
| 1990 | Två man om en änka Der Regimentspapa                                                                                              | Rickard Kessler och Heinrich Stobitzer                                                | Claes Sylwander               | Fredriksdalsteatern      | Scenografi och kostym       |
| 1990 | Muraren som slutade vissla Hakkedrenge                                                                                            | Leif Esper Andersen Dramatisering Leif Sundberg och Pierre Dahlander                  | Lars Svenson                  | Helsingborgs stadsteater |                             |
| 1990 | Vår fantastiska pappa Le voyage de Monsieur Perrichon                                                                             | Eugène Labiche                                                                        | Gordon Marsh                  | Helsingborgs stadsteater |                             |
| 1991 | Min store tjocke far | Magnus Nilsson                                                                        | Stig Ossian Ericson           | Helsingborgs stadsteater |                             |
| 1991 | Omaka par The Odd Couple | Neil Simon Översättning Magnus Härenstam och Brasse Brännström                        | Arne Strömgren                | Helsingborgs stadsteater |                             |
| 1991 | Bamse - världens starkaste björn                                                                                                  | Rune Andréasson                                                                       | Lars Svenson                  | Helsingborgs stadsteater |                             |
| 1992 | Trädpojken och Tuonelas svan | Christina Andersson                                                                   | Jan Nielsen                   | Helsingborgs stadsteater |                             |
| 1992 | Isbjörnarna | Jonas Gardell                                                                         | Kerstin Birde                 | Helsingborgs stadsteater |                             |
| 1993 | Blodsbröder Blood Brothers | Willy Russell Översättning Klas Östergren och Sven Hugo Persson                       | Ronny Danielsson              | Helsingborgs stadsteater |                             |
| 1994 | Aldrig i livet Dummy Run | Dave Freeman Översättning Elin Petersdottir och Peter Snickars                        | Arne Strömgren                | Helsingborgs stadsteater |                             |
| 1994 | De sista Последние, Posledniye | Maksim Gorkij Översättning Staffan Skott                                              | Ronnie Hallgren               | Helsingborgs stadsteater | Scenografi och kostym       |
| 1995 | Gruffet i Chiozza Le baruffe chiozzotte                                                                                           | Carlo Goldoni                                                                         | Jörgen Düberg                 | Helsingborgs stadsteater |                             |
| 1995 | En fröjdefull jul Season's Greetings                                                                                              | Alan Ayckbourn Översättning Göran O. Eriksson                                         | Marianne Rolf                 | Helsingborgs stadsteater |                             |
| 1996 | Fången på fyren | Malin Lagerlöf                                                                        | Jan Nielsen                   | Helsingborgs stadsteater |                             |
| 1996 | Katt bland hermelinerna | Lars Svenson                                                                          | Lars Svenson                  | Helsingborgs stadsteater |                             |
| 1997 | Änglakaramellen | Cristina Gottfridsson                                                                 | Jan Nielsen                   | Helsingborgs stadsteater | Scenografi och kostym       |
| 1998 | Ondskan | Jan Guillou Bearbetning Benny Haag                                                    | Jörgen Düberg                 | Helsingborgs stadsteater |                             |
| 1998 | En fru för mycket Up and running                                                                                                  | Derek Benfield Översättning Åke Cato                                                  | Hans Bergström                | Helsingborgs stadsteater |                             |
| 1998 | Herrar | Janne Ericson                                                                         | Jan Modin                     | Helsingborgs stadsteater |                             |
| 2000 | Den samvetslöse mördaren Hasse Karlsson...                                                                                        | Henning Mankell                                                                       | Jan Nielsen                   | Helsingborgs stadsteater |                             |
| 2000 | Kode | Bengt Ohlsson                                                                         | Lars Svenson                  | Helsingborgs stadsteater | Scenografi och kostym       |
| 2001 | Shang-a-lang | Catherine Johnson Översättning Jan Modin                                              | Jan Modin                     | Helsingborgs stadsteater |                             |
| 2001 | Eldansikte Feuergesicht | Marius von Mayenburg Översättning Ulf Peter Hallberg                                  | Jenny Andreasson              | Helsingborgs stadsteater |                             |